# Billu Barber
Billu (Hindi: बिल्लू) ist ein Hindi-Film über eine außergewöhnliche Verbindung zwischen einem Superstar und einem einfachen Friseur. Beide verbindet mehr als der Schein vermuten lässt.
Der internationale Kinostart erfolgte am 13. Februar 2009, in Deutschland und Österreich lief der Film bereits einen Tag zuvor an, jedoch in Originalsprache mit deutschen Untertiteln (OmU).

## Handlung
Bilao Rao Pardesi alias Billu lebt mit seiner Frau Bindiya und seinen zwei Kindern ganz bescheiden in einem kleinen indischen Dorf. Er verdient seinen Lebensunterhalt als Friseur und kann sich damit gerade noch über Wasser halten. Seinen Kindern droht jedoch die Suspendierung von der Schule, da Billu das Schulgeld nicht zahlen kann.
Eines Tages taucht eine große Filmcrew für Dreharbeiten auf – unter ihnen der größte Filmstar des Landes: Sahir Khan. Auf einmal spielt das ganze Dorf verrückt, schließlich will jeder etwas von dem Ruhm des Superstars haben. Eher beiläufig erwähnt Billu, dass Sahir ein Kindheitsfreund von ihm war. Diese Neuigkeit verbreitet sich wie ein Lauffeuer und alle Dorfbewohner sind plötzlich ausgesprochen nett zu Billu. Die Familie hat nun hohes Ansehen und wird reich beschenkt, denn in ihr sehen sie den Draht zu dem sonst so unerreichbaren Sahir Khan.
Langsam gerät die Situation außer Kontrolle: Billu selbst kommt an Sahir nicht heran und wird am Telefon nur abgewimmelt. Auch zweifelt er daran, von Sahir überhaupt noch erkannt zu werden. Als sich die Dreharbeiten dem Ende neigen, werfen die meisten Dorfbewohner Billu Betrug vor und reißen all die geschenkten Habseligkeiten wieder an sich.
Die Schulrektorin konnte als einzige Sahir überreden am Schulfest teilzunehmen. Diesen Gefallen nutzt Sahir, um den Kindern einen Vortrag zu halten. Vor allem macht er ihnen klar wie wichtig die Bildung ist – der erste Schritt aus der Armut. Dennoch sollen sie ihre Kindheit genießen und einander helfen. Schließlich erzählt Sahir auch von seinem besten Freund, der ihn als einziger nicht wegen seiner ärmlichen Verhältnisse verachtet hat und ihm sogar dabei behilflich war in die Filmmetropole Bombay zu kommen. Nachdem sich Sahir als Schauspieler etablieren konnte, wollte er sich bei seinem Freund bedanken und kehrte deshalb zu seinem Dorf zurück. Doch dort erfährt er nur von seinem Umzug nach dessen Heirat. Aber seinen Freund hat er nie vergessen – seinen Freund namens Billu.
Bei dem Namen sind plötzlich alle Zuschauer sprachlos und Billu selbst ist überrascht wie viel Sahir noch wusste. Der Film endet mit Sahirs Besuch bei Billu.

## Musik
| Songtitel                     | Sänger/in                           |
| ----------------------------- | ----------------------------------- |
| Marjaani *                    | Sukhwinder Singh, Sunidhi Chauhan   |
| Love Mera Hit Hit *           | Neeraj Shridhar, Tulsi Kumar        |
| You Get Me Rockin & Reeling * | Neeraj Shridhar                     |
| Ae Aa O *                     | K K, Rana Mazumder, Neeraj Shridhar |
| Jahoon Kahan                  | Rahat Fateh Ali Khan                |
| Khudaya Khair *               | Neeraj Shridhar, Chor               |
| Billoo Bhayankar              | Ajay Jhingran, Kalpana              |

* Auf dem Soundtrack sind von diesen markierten Songs verschiedene Remixe zu hören. In den Songs Marjaani, Love Mera Hit Hit und You Get Me Rockin & Reeling haben Kareena Kapoor, Deepika Padukone und Priyanka Chopra ihre Cameo-Auftritte.

## Deutsche Synchronfassung
Die deutsche Synchronisation wurde anlässlich der DVD-Veröffentlichung am 11. September 2009 vom Kölner Filmlabel Rapid Eye Movies veranlasst, Dialogregie führte Katrin Fröhlich. Für die schon im deutschsprachigen Raum bekannten Filmstars Shah Rukh Khan und Lara Dutta wurden ihre zugeordneten Synchronsprecher Pascal Breuer und Gundi Eberhard ausgewählt, für den Hauptdarsteller Irrfan Khan entschied man sich für eine charaktertypische Besetzung, so sprach Steve Carells Feststimme Uwe Büschken den liebenswürdigen, naiven Mittvierziger Friseur Billu.

## Sonstiges
- Dieser Film ist ein Remake des Malayalam-Film Kadha Parayumbol (2007).
- Aufgrund vieler Beschwerden von Friseurinhabern wurde der Original-Titel auf Billu geändert.[5]
- Da Shahrukh Khan sich eigentlich selbst spielt, werden in dem Song Ae Aa O viele Kurzausschnitte aus seinen früheren Filmen gezeigt z. B. Ich bin immer für Dich da! (Main Hoon Na), Dilwale Dulhania Le Jayenge – Wer zuerst kommt, kriegt die Braut, In guten wie in schweren Tagen, Kuch Kuch Hota Hai – Und ganz plötzlich ist es Liebe, Chak De! India – Ein unschlagbares Team, Don – Das Spiel beginnt, Om Shanti Om, Asoka – Der Weg des Kriegers, Denn meine Liebe ist unsterblich (Mohabbatein), Lebe und denke nicht an morgen (Kal Ho Naa Ho), Devdas – Flamme unserer Liebe und Pardes.

## Kritiken
„Elegant inszeniertes, aber nur wenig originelles Drama mit vielen Tanz- und Gesangseinlagen, das Hauptdarsteller Shahrukh Khan noch nicht einmal zur naheliegenden Selbstdistanzierung von seiner Rollenpersona nutzt.“

„Das häufig überkandidelte Gehabe indischer Filme ist in Billu Barber glücklicherweise kaum zu finden. Auch dass die Geschichte gänzlich ohne romantisches Geplänkel auskommt, ist ein großer Pluspunkt des Films, ist dies doch die absolute Ausnahme in Shahrukh-Khan-Filmen. Irrfan Khan und seine süße Filmfamilie, die alle hervorragend spielen, entschädigen definitiv für alle Irritationen, die Shahrukhs Szenen beim Publikum bewirken.“